# Rue Pierre-Bourthoumieux
Pour l’article homonyme, voir Rond-point Pierre-Bourthoumieux.
La rue Pierre-Bourthoumieux (en occitan : carrièra Pierre Bourthoumieux) est une voie de Toulouse, chef-lieu de la région Occitanie, dans le Midi de la France.

## Situation et accès

### Description
La rue Pierre-Bourthoumieux est une voie publique. Elle se trouve dans le quartier de la Croix-de-Pierre.
Elle naît perpendiculairement à la rue Raymond-Lafage. Dans sa première partie, elle est orientée au sud-ouest mais, après 141 mètres, elle oblique au nord-ouest, avant d'obliquer à nouveau, après 29 mètres, au sud-ouest. Elle donne ensuite naissance à la rue François-Ricardie, puis se termine, 57 mètres plus loin, au carrefour de la rue des Graviers. Elle est prolongée, au sud-ouest, par la rue Cahuzac, qui aboutit elle-même à la rue Fieux.
La chaussée compte une seule voie de circulation à double-sens. Elle appartient à une zone 30 et la vitesse y est limitée à 30 km/h. Il existe pas d'aménagement cyclable.

### Voies rencontrées
La rue Pierre-Bourthoumieux rencontre les voies suivantes, dans l'ordre des numéros croissants (« g » indique que la rue se situe à gauche, « d » à droite) :
1. Rue Raymond-Lafage
2. Rue François-Ricardie (d)
3. Rue Cahuzac (g)
4. Rue des Graviers (d)

## Odonymie
En 1955, la rue a a été nommée en hommage à Pierre Bourthoumieux (1908-1945). Originaire de Cahors (Lot), né dans une famille socialiste, il est lui-même une des figures majeures de la fédération du Lot dans les années 1930. Il s'installe cependant à Toulouse et ouvre son officine de pharmacie dans l'avenue de Muret (actuel no 122). En 1939, au début de la Seconde Guerre mondiale, il est mobilisé. De retour à Toulouse, en 1940, il est membre du Comité d'action socialiste de la zone Sud, puis rejoint le réseau Brutus. En décembre 1943, son domicile est perquisitionné par la police de Vichy, puis par les Allemands le 15, et il vit dans la clandestinité entre Toulouse, le Lot, Paris et Lyon. Il est cependant arrêté dans cette ville le 31 mars 1944, pour être finalement déporté au camp de concentration de Neuengamme. Il meurt lors de l'évacuation du camp,.
À l'origine, la rue est désignée comme la rue de la Cité : elle dessert effectivement la cité de la Croix-de-Pierre. Il existait déjà, par ailleurs, dans le quartier des Minimes, une rue de la Cité-des-Fleurs (actuelle rue de Dunkerque), une rue de la Cité-des-Fleurs-prolongée (partie de l'actuelle rue Honoré-de-Balzac), une rue de la Cité-Ouvrière (actuelle rue Roland-Garros) et une rue de la Cité-des-Jardins (actuelle rue Filhol), et dans le quartier de Marengo, une rue de la Cité-du-Parc (actuelle impasse Montcabrier).

## Patrimoine et lieux d'intérêt

### Collège Maurice-Bécanne
Un collège d'enseignement général est construit entre 1959 et 1960 afin de répondre à la croissance démographique des quartiers de la Croix-de-Pierre et de Fontaine-Lestang. Il est nommé en hommage à Maurice Bécanne (1888-1955) : directeur du cours complémentaire de l'école de garçons Fabre (actuel no 9 rue Saint-Rémésy), il poursuit également une carrière politique. Conseiller municipal de 1947 à 1955, il s'occupe des œuvres sociales, des cantines scolaires et de l'instruction publique.
En 1998, le collège est agrandi une première fois par la construction d'une surélévation. Il est rénové et agrandi à la suite des travaux menés entre 2007 et 2008 par l'architecte Jean-François Casadepax pour le conseil général de la Haute-Garonne,.

### Cité-jardin de la Croix-de-Pierre

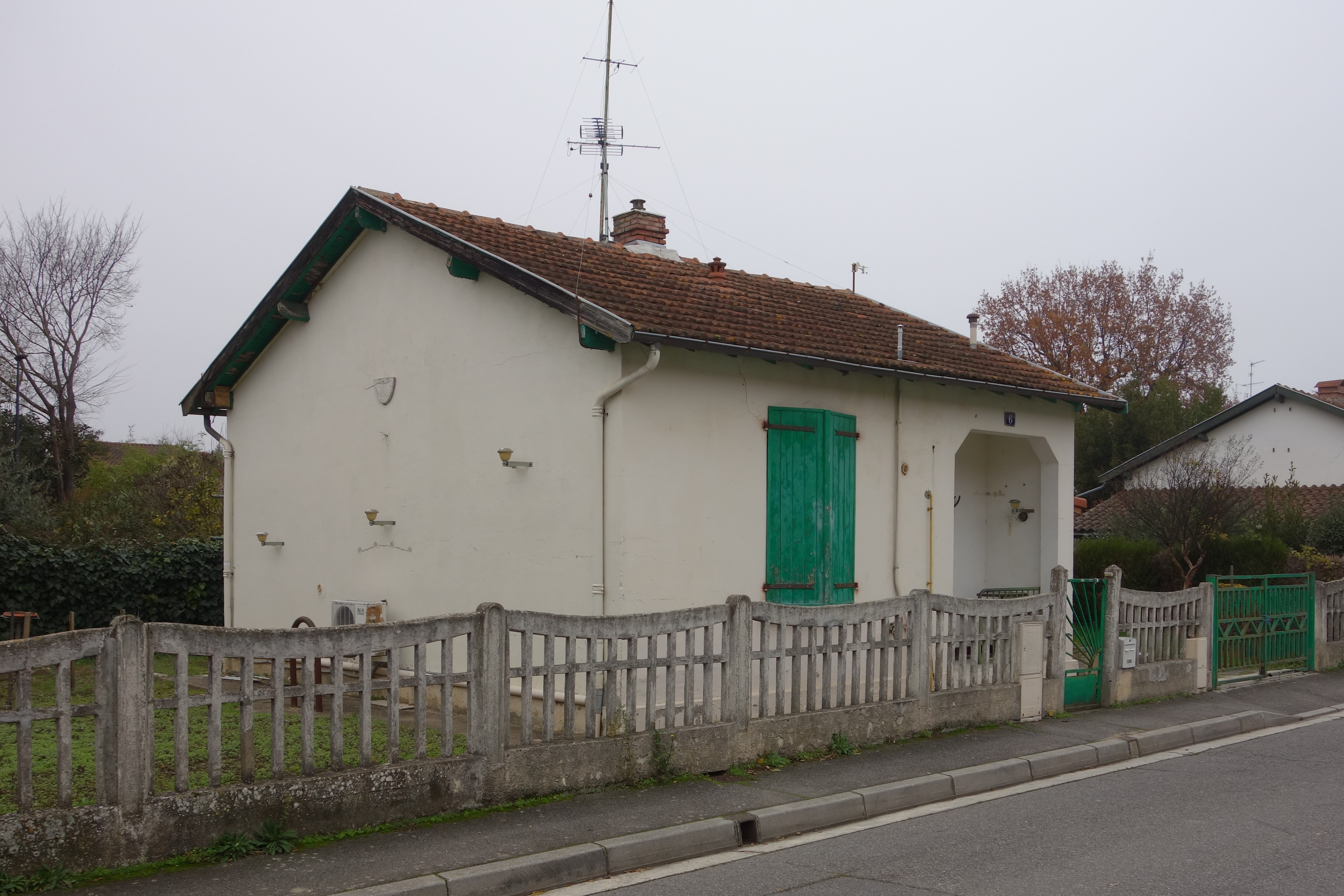
no 6 : maison.

La cité-jardin de la Croix-de-Pierre est construite entre 1928 et 1931 autour de la rue de la Cité (actuelle rue Pierre-Bourthoumieux), de la rue de la Source (actuelle rue François-Ricardie) et de la rue des Graviers. Elle compte trois maisons quadruples, seize maisons doubles et dix maisons individuelles, pour un total de 54 logements. Il n'existe pas d'équipements collectifs.
- no  1-3 : maison double (1928-1931)[15].
- no  4 : maison (1928-1931)[16].
- no  6 : maison (1928-1931)[17].
- no  8 : maison (1928-1931)[18].
- no  10 : maison (1928-1931)[19].
- no  12 : maison (1928-1931)[20].
- no  13-15 : maison double (1928-1931)[21].
- no  17-19 : maison double (1928-1931)[22].